# Kagan
Kagan (chiń. 可汗; pinyin kèhán, staroturecki. 𐰴‬𐰍𐰣 – kaγan, klasyczny mongolski ᠬᠠᠭᠠᠨ – qaγan) – tytuł używany na określenie najwyższego władcy wśród ludów Wielkiego Stepu.
Pierwsze świadectwo odnośnie do używania tytułu kagan pochodzi z ok. 265 roku. Wtedy to w źródłach chińskich tytuł pojawia się w związku z Qifu, jednym z plemion Xianbei. Tytuł rozpowszechnił się w związku z używaniem go przez władców Rouran oraz ich następców, Turkutów. Następnie używany był przez wielu władców tureckich, mongolskich, Awarów, a także Rusów, którzy przyjęli go za pośrednictwem Chazarów.